# Norman Watt-Roy
Norman Watt-Roy est un bassiste britannique né le 15 février 1951 à Bombay en Inde. Il est membre du groupe The Blockheads, qui accompagna Ian Dury, et du Wilko Johnson Band.
Norman Watt-Roy a joué avec de nombreux artistes, aussi bien sur scène que sur disque, comme Nick Lowe, Arthur Brown, Roger Daltrey, The Selecter, Madness ou Alain Bashung (album Passé le Rio Grande en 1986).
Il est présent sur deux albums de The Clash : Sandinista! en 1980, notamment sur la chanson The Magnificent Seven, construite autour de son riff de basse, puis Cut the Crap en 1985, mais non crédité.
On lui doit également la ligne de basse du tube Relax de Frankie Goes to Hollywood, mais là encore son travail n'est pas crédité.
En 2013, il a sorti son premier album solo intitulé Faith and Grace.